# Protoptila yurumanga
Protoptila yurumanga är en nattsländeart som beskrevs av Oliver S. Flint Jr. 1974. Protoptila yurumanga ingår i släktet Protoptila och familjen stenhusnattsländor. Inga underarter finns listade i Catalogue of Life.